# دارين وينستون
دارين وينستون (بالإنجليزية: Darrin Winston)‏ هو لاعب كرة قاعدة أمريكي، ولد في 6 يوليو 1966 في باسيك في الولايات المتحدة، وتوفي في 15 أغسطس 2008 في Freehold Township, New Jersey ‏ في الولايات المتحدة بسبب لمفوما.

## وصلات خارجية
- دارين وينستون على موقع دوري كرة القاعدة الرئيسي (الإنجليزية)
- دارين وينستون على موقعبيزبول رفرنس.كوم (الدوري الرئيسي) (الإنجليزية)
- دارين وينستون على موقعبيزبول رفرنس.كوم (الدوري الثانوي) (الإنجليزية)